# Liberdade de pensamento

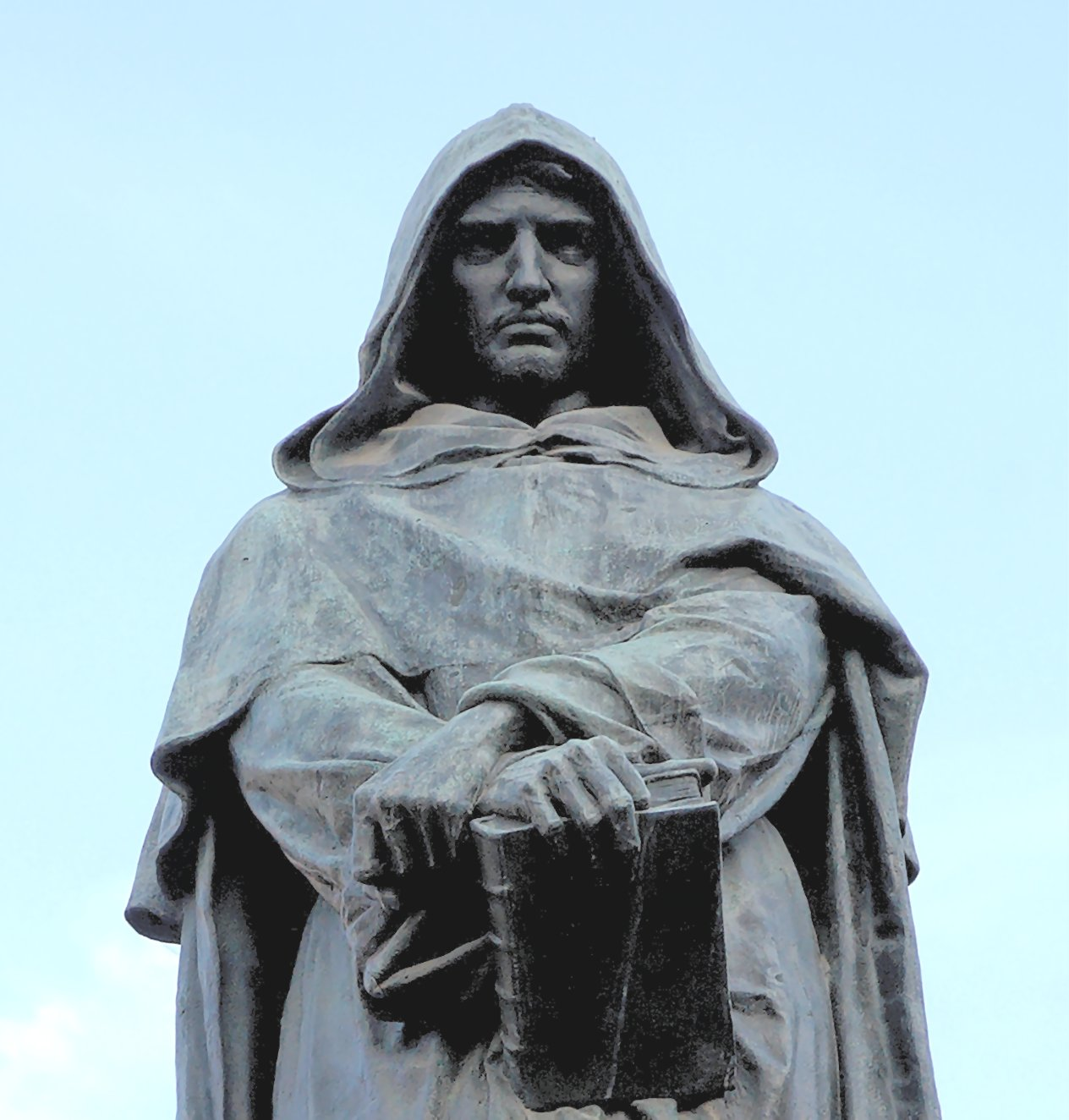
Estátua de bronze de Giordano Bruno em Roma

Liberdade de pensamento (liberdade de consciência, liberdade de opinião ou liberdade de ideia) é a liberdade que os indivíduos têm de manter e defender sua posição sobre um fato, um ponto de vista ou uma ideia, independente das visões dos outros. Consta na Declaração Universal dos Direitos Humanos em seu artigo XVIII, que expressa que "todas as pessoas têm direito à liberdade de pensamento, consciência e religião".
Ele é diferente e não deve ser confundido com a liberdade de expressão.
A liberdade de consciência é complementar e está intimamente ligada a outras liberdades, como a liberdade de expressão e a liberdade religiosa. É tão importante para a democracia que consta da legislação de vários países, como a Primeira Emenda à Constituição dos EUA (1791), a Lei da Separação entre a Igreja e o Estado na França (1905), o artigo 3 º da Constituição do México (1917), a Constituição Interina do Nepal (2007), além de constar de leis e decretos em momentos revolucionários, como em Portugal, Rússia e Bolívia.
A ideia de liberdade de pensamento é fundamental em sociedades democráticas e está intrinsecamente ligada aos princípios de autonomia individual, pluralidade de ideias e expressão livre. Esse conceito defende que os indivíduos têm o direito fundamental de formar, expressar e manter suas próprias opiniões, crenças e perspectivas sem interferência coerciva por parte do governo, instituições ou outros indivíduos. A liberdade de pensamento pressupõe que cada pessoa é capaz de decidir e desenvolver suas próprias convicções sem coerção externa. Isso envolve a capacidade de explorar ideias, valores e crenças de maneira autônoma.
A liberdade de pensamento frequentemente está associada à liberdade de expressão. Os indivíduos têm o direito de expressar suas opiniões e ideias de maneira aberta, seja por meio da fala, escrita, arte ou outros meios de comunicação.  A diversidade de pensamentos é valorizada na sociedade que preza pela liberdade de pensamento. Reconhece-se que diferentes perspectivas contribuem para a riqueza cultural, intelectual e social de uma comunidade. 

## Comemoração
O Dia da Liberdade de Pensamento é comemorado no dia 14 de julho.

## História
É impossível saber com certeza o que outra pessoa está pensando, dificultando a supressão. O conceito é desenvolvido em toda a Bíblia, mais plenamente nos escritos de Saulo de Tarso (por exemplo, "Por que minha liberdade [eleutheria] deve ser julgada pela consciência [suneideseos] de outra pessoa?" 1 Coríntios 10:29).
Embora os filósofos gregos Platão e Sócrates tenham discutido minimamente a liberdade de pensamento, os éditos do rei Ashoka (século III a.C.) foram chamados de o primeiro decreto respeitando a liberdade de consciência. Na tradição europeia, além do decreto de tolerância religiosa de Constantino I em Milão em 313, os filósofos Themistius, Michel de Montaigne, Baruch Spinoza, John Locke, Voltaire, Alexandre Vinet e John Stuart Mill e os teólogos Roger Williams e Samuel Rutherford foram considerados os principais proponentes da ideia de liberdade de consciência (ou "liberdade da alma", nas palavras de Williams).
A rainha Elizabeth I revogou uma lei de censura de pensamento no final do século XVI, porque, de acordo com Sir Francis Bacon, ela "não [gostava] de abrir janelas para as almas e pensamentos secretos dos homens". Durante seu reinado, o filósofo, matemático, astrólogo e astrônomo Giordano Bruno refugiou-se na Inglaterra da Inquisição italiana, onde publicou vários de seus livros sobre um universo infinito e tópicos proibidos pela Igreja Católica. Bruno acabou sendo queimado como herege em Roma por se recusar a retratar suas idéias. Por isso, é considerado por alguns como um mártir do livre pensamento.
Oliver Cromwell é descrito por Ignaz von Döllinger como "o primeiro entre os homens poderosos do mundo a estabelecer um princípio religioso especial e aplicá-lo tanto quanto nele residia: (...) O princípio da liberdade de consciência e o repúdio de coerção religiosa".
No entanto, a liberdade de expressão pode ser limitada por meio de censura, prisões, queima de livros ou propaganda, e isso tende a desencorajar a liberdade de pensamento. Exemplos de campanhas eficazes contra a liberdade de expressão são a supressão soviética da pesquisa genética em favor de uma teoria conhecida como Lysenkoísmo, as campanhas de queima de livros da Alemanha nazista, o anti-intelectualismo radical imposto no Camboja sob Pol Pot e na Alemanha nazista sob Adolf Hitler, os estritos limites à liberdade de expressão impostos pelos governos comunistas da República Popular da China e Cuba ou por ditaduras como as de Augusto Pinochet no Chile e Francisco Franco na Espanha.
A hipótese de Sapir-Whorf, que afirma que o pensamento pode ser incorporado na linguagem, apoiaria a afirmação de que um esforço para limitar o uso de palavras da linguagem é, na verdade, uma forma de restringir a liberdade de pensamento. Isso foi explorado no romance 1984 de George Orwell, com a ideia de Novilíngua, uma forma simplificada da língua inglesa que supostamente carece de capacidade para metáforas e limita a expressão de ideias originais.
A relação entre o direito à liberdade de pensamento e o cristianismo é complexa e multifacetada, uma vez que o cristianismo é uma tradição religiosa diversa, com interpretações variadas e diversas correntes teológicas ao longo da história. O cristianismo frequentemente destaca a importância da liberdade interior e do livre arbítrio. A ideia de que Deus deu aos seres humanos a capacidade de escolher e pensar livremente está presente em muitas correntes cristãs. Essa liberdade de escolha inclui a liberdade de pensamento e crença. Algumas tradições cristãs enfatizam o respeito à consciência individual. Isso implica reconhecer o direito de cada pessoa de formar suas próprias convicções e crenças, sem coação externa. Esse princípio pode ser visto como alinhado com a ideia mais ampla de liberdade de pensamento. No entanto, ao longo da história, o cristianismo também esteve envolvido em episódios de perseguição religiosa e intolerância. Em alguns momentos, diferentes correntes cristãs foram responsáveis por reprimir o pensamento divergente, especialmente durante períodos em que a igreja estava alinhada com o poder político.
O cristianismo, em particular durante a Reforma, desempenhou um papel na promoção de ideias relacionadas à liberdade de pensamento. Reformadores como Martinho Lutero e João Calvino defenderam a liberdade religiosa e a interpretação individual da Bíblia, desafiando estruturas autoritárias da igreja medieval. Hoje, há uma ampla gama de perspectivas dentro do cristianismo em relação à liberdade de pensamento. Algumas correntes cristãs defendem ativamente a tolerância e a diversidade de opiniões, enquanto outras podem ser mais conservadoras em suas abordagens. O diálogo inter-religioso e intercultural tornou-se uma área em que muitos cristãos buscam promover a liberdade de pensamento. O respeito pelas crenças dos outros e a disposição para dialogar com pessoas de diferentes tradições religiosas ou seculares refletem uma abordagem mais inclusiva.

## Direito
A liberdade de pensamento é um princípio fundamental que reconhece o direito dos indivíduos de formar, expressar e manter suas próprias opiniões, ideias e crenças sem interferência indevida. Este conceito abrange a autonomia intelectual, a liberdade de expressão e a pluralidade de ideias como elementos essenciais para o funcionamento de sociedades democráticas. A liberdade de pensamento é consagrada em diversos tratados internacionais de direitos humanos. O Artigo 18 da Declaração Universal dos Direitos Humanos afirma que "toda pessoa tem direito à liberdade de pensamento, de consciência e de religião". Isso inclui a liberdade de mudar de religião ou crença e a liberdade de manifestar essa religião ou crença, individual ou coletivamente, tanto em público quanto em particular. No Pacto Internacional sobre Direitos Civis e Políticos (PIDCP), no Artigo 19, reafirma a importância da liberdade de expressão, incluindo a liberdade de procurar, receber e difundir informações e ideias de todos os tipos, independentemente de fronteiras.
O direito à liberdade de pensamento é considerado uma pedra angular dos direitos humanos e fundamentais em sociedades democráticas. Sua natureza essencial está vinculada à capacidade do indivíduo de formar, expressar e manter suas próprias opiniões, crenças e ideias sem coerção externa. Alguns elementos essenciais desta liberdade incluem: Autonomia Individual (Reconhecendo a autonomia do indivíduo para explorar, questionar e desenvolver suas próprias convicções sem interferência externa); Pluralidade de Ideias (Valorizando a diversidade de pensamentos e perspectivas como enriquecedora para a sociedade, promovendo o diálogo e o debate aberto); Livre Expressão (Garantindo a capacidade de expressar pensamentos e opiniões livremente, seja por meio da fala, da escrita, da arte ou de outras formas de comunicação);  Libertação do Conformismo (Permitindo que as pessoas se afastem das ideias predominantes, desafiando o status quo e contribuindo para a evolução cultural e intelectual).
O direito à liberdade de pensamento em sentido negativo refere-se à proteção contra interferências externas indesejadas ou coerções que possam limitar a expressão livre das ideias. Isso implica que não apenas os indivíduos têm o direito de pensar livremente, mas também têm o direito de não serem forçados a adotar pensamentos, crenças ou opiniões contrárias à sua vontade. Algumas dimensões desse aspecto negativo incluem: Não Coerção Estatal (O Estado não pode impor pensamentos específicos aos cidadãos, nem utilizar meios coercivos para forçar a adesão a certas ideias); Ausência de Censura (Impede a censura governamental ou institucional que restrinja a expressão de certas ideias, opiniões ou pontos de vista). Respeito à Diversidade (Reconhece que a liberdade de pensamento não é limitada apenas à aceitação de ideias majoritárias, mas inclui o direito de divergir e discordar, promovendo assim a tolerância e a diversidade intelectual); A dimensão negativa da liberdade de pensamento protege os indivíduos contra a coerção e a imposição de pensamentos, preservando assim a integridade da autonomia individual e a diversidade de perspectivas em uma sociedade. Ambas as dimensões, positiva e negativa, são cruciais para a preservação efetiva desse direito fundamental.
A Constituição Federal de 1988 do Brasil também garante a liberdade de pensamento e expressão. Alguns artigos relevantes incluem: Artigo 5º (Inciso IV): "É livre a manifestação do pensamento, sendo vedado o anonimato"; Artigo 5º (Inciso IX): "É livre a expressão da atividade intelectual, artística, científica e de comunicação, independentemente de censura ou licença"; Artigo 220: "A manifestação do pensamento, a criação, a expressão e a informação, sob qualquer forma, processo ou veículo, não sofrerão qualquer restrição, observado o disposto nesta Constituição".
A Constituição da República Portuguesa de 1976 também protege a liberdade de pensamento e expressão. Alguns artigos pertinentes incluem: Artigo 37º (Nº 1): "Todos têm o direito de exprimir e divulgar livremente o seu pensamento pela palavra, pela imagem ou por qualquer outro meio, bem como o direito de informar, de se informar e de ser informados, sem impedimentos nem discriminações"; Artigo 37º (Nº 2): "O exercício destes direitos não pode ser impedido ou limitado por qualquer tipo ou forma de censura". Ambas as constituições, brasileira e portuguesa, reforçam a importância da liberdade de pensamento e expressão como direitos fundamentais, resguardando a diversidade de opiniões e a livre circulação de ideias. Esses princípios refletem o compromisso desses países com os valores democráticos e os direitos humanos.

### Conteúdo
Toda pessoa tenta ter proficiência cognitiva desenvolvendo conhecimentos, conceitos, teorias e avaliando-os em um determinado ambiente. Essa proficiência cognitiva dá uma sensação de contentamento e substitui a sensação de desamparo. Além de trazer tranquilidade ao ego de uma pessoa, novos conhecimentos e ideias também trazem esperança para o futuro. A liberdade de pensamento é a precursora e progenitora de - e, portanto, está intimamente ligada a - outras liberdades, incluindo liberdade de religião, liberdade de expressão e liberdade de expressão. Embora a liberdade de pensamento seja axiomática para muitas outras liberdades, elas não são de forma alguma necessárias para que ela funcione e existir. A concepção de uma liberdade ou de um direito não garante a sua inclusão, legalidade ou protecção através de uma advertência filosófica. É um conceito muito importante no mundo ocidental e quase todas as constituições democráticas protegem estas liberdades.
Essas ideias também são uma parte vital do direito internacional de direitos humanos. Na Declaração Universal dos Direitos Humanos (DUDH), que é juridicamente vinculativa para os estados membros do Pacto Internacional sobre Direitos Civis e Políticos (PIDCP), "liberdade de pensamento" está listado no Artigo 18: "Toda pessoa tem direito à liberdade de pensamento, de consciência e de religião; este direito inclui a liberdade de mudar a sua religião ou crença, e a liberdade, sozinho ou em comunidade com outros e em público ou privado, de manifestar a sua religião ou crença através do ensino, da prática, do culto e da observância."  O Comitê de Direitos Humanos das Nações Unidas afirma que isso "distingue a liberdade de pensamento, consciência, religião ou crença da liberdade de manifestar religião ou crença. Não permite quaisquer limitações à liberdade de pensamento e de consciência ou à liberdade de ter ou adoptar uma religião ou crença da sua escolha. Estas liberdades são protegidas incondicionalmente". Da mesma forma, o Artigo 19 da Declaração Universal dos Direitos Humanos garante que “Toda pessoa tem direito à liberdade de opinião e expressão; este direito inclui a liberdade de ter opiniões sem interferência”. O Artigo 9 da Convenção Europeia dos Direitos Humanos declara: "Toda pessoa tem o direito de liberdade de pensamento, consciência e religião".

## Ciência
Mais recentemente, o desenvolvimento de tecnologias de neuroimagem levantou preocupações sobre as entidades serem capazes de ler e, posteriormente, suprimir o pensamento. Embora a questão seja complicada pelo problema mente-corpo, essas preocupações formam o campo emergente da neuroética e da neuroprivacidade.
A liberdade de pensamento e a liberdade de cátedra estão interligadas e são fundamentais no contexto educacional e acadêmico. A liberdade de pensamento refere-se ao direito dos indivíduos de formar, expressar e manter suas próprias opiniões e ideias. Em um ambiente educacional, a liberdade de pensamento é essencial para promover o desenvolvimento intelectual dos alunos, incentivando a crítica construtiva, o questionamento e a formação autônoma de ideias. A liberdade de cátedra é a liberdade que os professores têm para ensinar, pesquisar e discutir livremente dentro de suas disciplinas acadêmicas. A liberdade de cátedra é crucial para a autonomia acadêmica, permitindo que os educadores decidam sobre o conteúdo do ensino, as abordagens pedagógicas e as pesquisas, sem interferências externas indevidas.
A liberdade de cátedra permite que os educadores apresentem diversas perspectivas, teorias e ideias, contribuindo para a pluralidade de pensamentos dentro da sala de aula. Isso promove a liberdade de pensamento dos alunos, incentivando a exposição a diferentes pontos de vista.  Ambas as liberdades estão intrinsecamente ligadas ao desenvolvimento do pensamento crítico. A liberdade de cátedra possibilita que os educadores desafiem os alunos a pensar criticamente sobre tópicos complexos, enquanto a liberdade de pensamento permite que os alunos desenvolvam suas próprias análises independentes. Tanto a liberdade de pensamento quanto a de cátedra defendem o respeito à diversidade intelectual. Isso significa reconhecer e respeitar diferentes perspectivas, mesmo que possam ser controversas, contribuindo para um ambiente acadêmico rico e estimulante. Ambas as liberdades servem como salvaguardas contra a censura externa. A liberdade de cátedra protege os professores contra interferências indevidas em sua metodologia e conteúdo de ensino, enquanto a liberdade de pensamento dos alunos é preservada através da exposição a uma ampla gama de ideias.

## Limites
A liberdade de pensamento, embora seja um princípio essencial em sociedades democráticas, não é absoluta e encontra limites dentro do contexto jurídico. Esses limites são estabelecidos para garantir a coexistência harmoniosa dos direitos individuais e a manutenção da ordem pública. Diversos fatores podem restringir ou condicionar a liberdade de pensamento, e é importante examinar esses limites para compreender o equilíbrio delicado entre a autonomia individual e o bem-estar coletivo.  A liberdade de pensamento, expressão e manifestação não deve infringir outros direitos fundamentais. Em situações em que o exercício dessa liberdade entra em conflito com a proteção de outros direitos, como a dignidade humana, a não discriminação ou a segurança pública, é possível que haja limitações legais. A proteção da segurança nacional e a manutenção da ordem pública são objetivos legítimos que podem justificar restrições à liberdade de pensamento. Atividades que representem uma ameaça à estabilidade do Estado ou que possam incitar a violência podem ser sujeitas a limitações legais.  
O discurso que incita à violência, discriminação ou ódio pode ser alvo de restrições legais. As leis contra a incitação ao ódio visam proteger grupos vulneráveis e manter a coesão social, estabelecendo um limite claro quando o discurso ultrapassa os limites da liberdade de pensamento e se torna uma ameaça ao bem-estar geral.  A difamação, calúnia e injúria são exemplos de expressões que podem ser limitadas para proteger a reputação e a integridade das pessoas. Embora a crítica construtiva seja muitas vezes protegida, afirmações falsas e prejudiciais podem ser alvo de ações legais.
As sociedades reconhecem a necessidade de proteger os menores de influências prejudiciais. Leis que visam impedir a exposição de crianças a conteúdos inadequados ou que incentivem comportamentos perigosos podem impor limites à liberdade de pensamento.  O Estado tem o dever de proteger seus interesses legítimos, como a manutenção da ordem, a preservação da moral pública e a promoção do bem comum. Nessas circunstâncias, pode haver restrições à liberdade de pensamento para evitar danos irreparáveis à sociedade.  Durante situações de emergência, como estados de sítio ou emergências nacionais, as liberdades individuais, incluindo a liberdade de pensamento, podem ser temporariamente restringidas em prol da segurança coletiva.
É importante notar que essas limitações devem ser estritamente proporcionais e justificáveis em uma sociedade democrática. A aplicação consistente desses limites é essencial para preservar um equilíbrio adequado entre a liberdade individual e os interesses coletivos. A interpretação desses limites pode variar entre jurisdições, destacando a necessidade de contínua reflexão e debate sobre a natureza e os contornos da liberdade de pensamento no contexto jurídico.
As restrições à liberdade de pensamento, como mencionadas anteriormente, são consideradas exceções justificáveis dentro do contexto jurídico, e a regra geral é a preservação da liberdade individual. Essas exceções são fundamentadas em certos princípios jurídicos e na necessidade de proteger interesses mais relevantes que visam a segurança e o bem-estar da sociedade como um todo. As restrições à liberdade de pensamento devem ser proporcionais à finalidade que buscam alcançar. Isso significa que as medidas restritivas devem ser necessárias e adequadas para atingir um objetivo legítimo, e não devem ir além do estritamente necessário para alcançar tal fim. A ponderação entre os interesses individuais e coletivos é um aspecto central do princípio da proporcionalidade. A restrição à liberdade de pensamento muitas vezes é justificada para proteger outros direitos fundamentais, como a dignidade humana, a igualdade, a não discriminação e a segurança pessoal. Esses direitos podem entrar em conflito com expressões que incitam ao ódio, violência ou discriminam determinados grupos, tornando necessária a imposição de limites.
A preservação da ordem pública e a promoção do bem comum são princípios jurídicos que sustentam restrições à liberdade de pensamento em determinadas circunstâncias. Situações em que a disseminação de ideias pode causar distúrbios sociais, prejudicar a coesão ou ameaçar a segurança nacional podem justificar intervenções legais. Restrições são frequentemente aplicadas para proteger grupos vulneráveis, como crianças, contra exposição a conteúdos prejudiciais. A sociedade reconhece a necessidade de limitar certas expressões que possam causar danos a pessoas em situações de vulnerabilidade. Em situações de emergência, como estados de sítio, restrições temporárias à liberdade de pensamento podem ser consideradas necessárias para preservar a ordem e a segurança da sociedade.